# Jerzy Kulej
Jerzy Kulej (19. oktober 1940 i Częstochowa i Polen – 13. juli 2012) var en polsk bokser og politiker. Som bokser vandt han europamesterskabet to gange og vandt OL-guld to gange.

## Boksekarriere
Ved EM i boksning i 1963 vandt han guld. Året efter blev han udtaget til OL i 1964, hvor han vandt olympisk guld i letweltervægt ved i finalen af besejre russeren Jevgeni Frolov.
Året efter stillede han op til EM i boksning i Østberlin, hvor han atter nåede finalen, hvor han besejrede den danske bokser Preben Rasmussen. Ved næste EM i 1967 i Rom nåede han atter finalen for tredje gang i træk, men måtte se sig besejret af russeren Valerij Frolov med dommerstemmerne 3-2.
Ved OL i 1968 forsvarede han sin olympiske titel, da han vandt finalen over den cubanske bokser Enrique Regüeiferos, hvorved han blev den eneste polske bokser, der har vundet to OL-guldmedaljer.
Han modtog i 1995 prisen Aleksander Reksza Boxing Award.

## Efter boksekarrieren
I 1976 medvirkede han i filmen Przepraszam, czy tu biją? instrueret af Marek Piwowski.
Efter karrieren blev Kulej interesseret i politik og han var tilknyttet en række partier over tid. I 2001 var han som medlem af Demokratisk Venstre Alliance og blev valgt ind i det polske parlament, hvor han sad indtil 2005.
Han fungerede som boksekommentator for den polske tv-station Polsat Sport.
Kulej fik et hjerteanfald i december 2011, der delvist lammede ham. Han døde af kræft den 13 juli 2012 i en alder af 71 år.

## Olympiske resultater
1964
- Første runde - bye
- Anden runde - Besejrede Roberto Amaya (Argentina) 5-0
- Round Three - Besejrede Richard McTaggart (Storbritannien) 4-1
- Quarterfinal - Besejrede Iosif Mihalic (Rumænien) 4-1
- Semifinal - Besejrede Eddie Blay (Ghana) 5-0
- Final - Besejrede Evgeni Frolov (Sovjetunionen) 5-0

1968
- Round One - bye
- Round Two - Besejrede János Kajdi (Ungarn) 3-2
- Round Three - Besejrede Giambattista Capretti (Italien) 4-1
- Quarterfinals - Besejrede Peter Tiepold (Østtyskland) 3-2
- Semifinals - Besejrede Arto Nilsson (Finland) 5-0
- Final - Besejrede Enrique Requeiferos (Cuba) 3-2